# Piptocephalis fimbriata
Piptocephalis fimbriata är en svampart som beskrevs av M.J. Richardson & Leadb. 1972. Piptocephalis fimbriata ingår i släktet Piptocephalis och familjen Piptocephalidaceae.   Inga underarter finns listade i Catalogue of Life.